# ولادیمیروو-نیکولایفسکی
ولادیمیروو-نیکولایفسکی (انگلیسی: Vladimiro-Nikolayevsky) یک شهرک در شهرستان زیلایرسکی استان باشقیرستان کشور روسیه است.